# 7260 Metelli
7260 Metelli (1994 FN) là một tiểu hành tinh vành đai chính.